# Gothard Albert Braem
Gothard Albert Braem (født 11. februar 1710 i Tapdrup, død 17. januar 1788 i København) var overpræsident i København.
Braem var søn af konferensråd, præsident i København Christian Braem, blev 1734 kancelliråd, 1737 assessor i Kammerkollegiet, 1739 justitsråd, 1742 etatsråd, 1753 deputeret i Landetatens Generalkommissariat, 1754 konferensråd, o. 1756 assessor i Højesteret, 1766 deputeret i Det høje Krigsråd og 1767 i Generalitets- og Kommissariatskollegiet, 1769 Ridder af Dannebrog.
Efter revolutionen 17. januar 1772 blev han overpræsident i København, som det synes til belønning, fordi han anonymt havde tilskrevet grev Enevold Brandt et par breve, som fandtes hos denne efter hans fængsling, og hvori han opfordrede ham til at styrte Struensee. Disse breve, der vidnede om deres forfatters iver for kongehuset, udkom senere i trykken. Braem, der 1774 var blevet gehejmeråd, døde 17. januar 1788.
Han blev 1741 gift med Johanne Marie Kiærskjold (1717-1750), datter af justitsråd Frederik Kiærskiold til Børglum Kloster. Braem ejede herregården Baggesvogn i Vendsyssel. Han skildres som en godgørende og meget ærlig mand, men tillige som en bulderbasse og en fråser, hvorom hans udseende bar vidnesbyrd; han siges at have "opspist sin Herregaard i Kyllingefrikassé, som skal have været hans kjæreste Spise".
Han er begravet i Helligåndskirkens kor.